# San Vito di Fagagna
San Vito di Fagagna (friülà San Vît di Feagne) és un municipi italià, dins de la província d'Udine. L'any 2007 tenia 1.621 habitants. Limita amb els municipis de Coseano, Fagagna, Mereto di Tomba i Rive d'Arcano.

## Administració
| Període | Identitat     | Partit        |
| ------- | ------------- | ------------- |
| 2004-   | Carmen Micoli | Llista cívica |